# Minnesota Lake (Minnesota)
Minnesota Lake – miasto w Stanach Zjednoczonych, w stanie Minnesota, w hrabstwie Faribault.